# Station Harelbeke
Station Harelbeke is het spoorwegstation van de stad Harelbeke op spoorlijn 75 van Gent naar Moeskroen. Het opende op 22 september 1839 en werd oorspronkelijk door zowel het goederen- en reizigersverkeer gebruikt. In 1991 werd het goederenverkeer gesloten. 
Het station was ontworpen in 1896 in Vlaamse neo-klassieke stijl door architect Henri Fouquet, de architect die ook instond voor de bouw van het station van Leuven. In de jaren 1970, tijdens het verhogen van de sporen riskeerde het stationsgebouw afgebroken te worden. De gevels en het dak werden in 1980  beschermd als monument om het bouwwerk te redden. Na restauratie in 2004 werd het pand geopend als restaurant Track 75.
Harelbeke is goed bereikbaar met de trein. Het station ligt op wandelafstand van het centrum.

## Geschiedenis

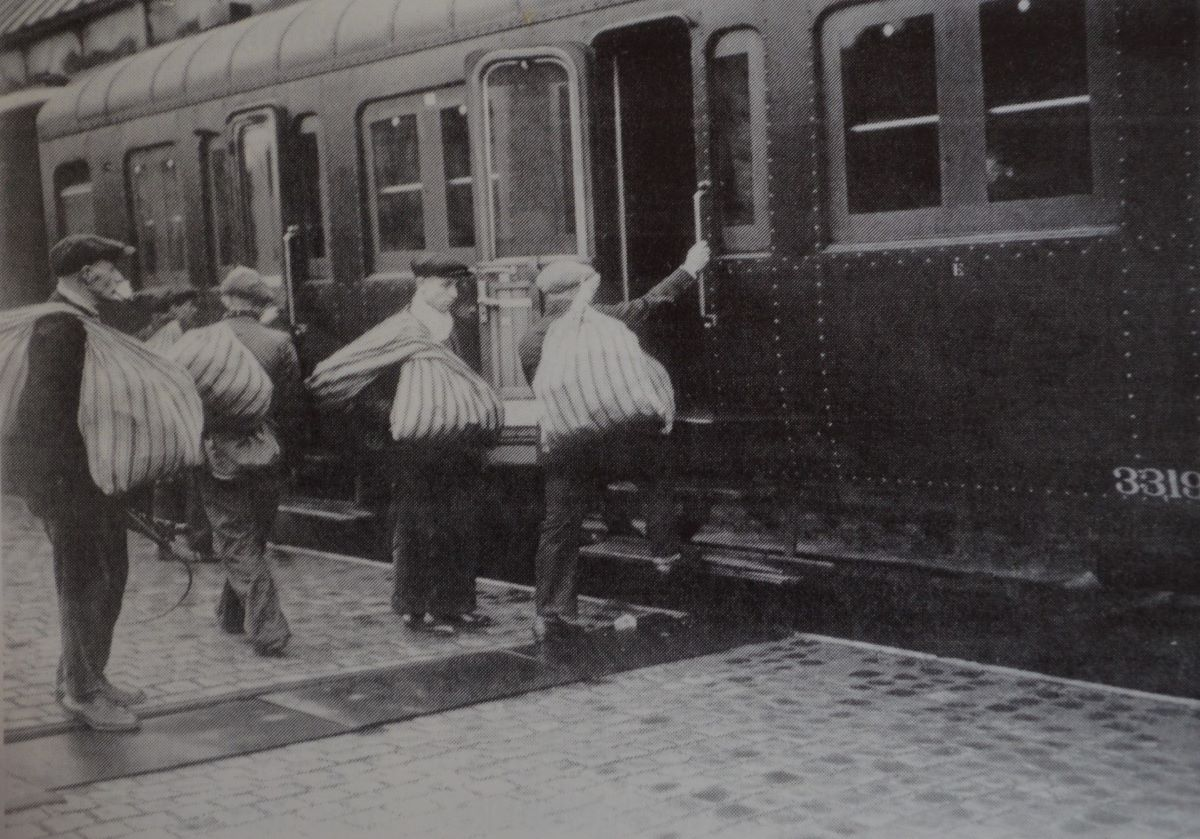
Vlaamse seizoenarbeiders komen met hun twee zakken op hun schouders aan boord van een trein op weg naar Frankrijk.

Het station opende op 22 september 1839. De spoorlijn Kortrijk-Gent werd in datzelfde jaar aangelegd. Van meet af aan was Harelbeke een drukke halte op deze verkeerslijn. In de eerste helft van de 20e eeuw kwamen vlashandelaars uit Kuurne, Bavikhove en Hulste hun goederen laden en lossen op de treinen. Daarnaast reisden grensarbeiders en seizoensarbeiders uit de streek naar Frankrijk voor hun werk.

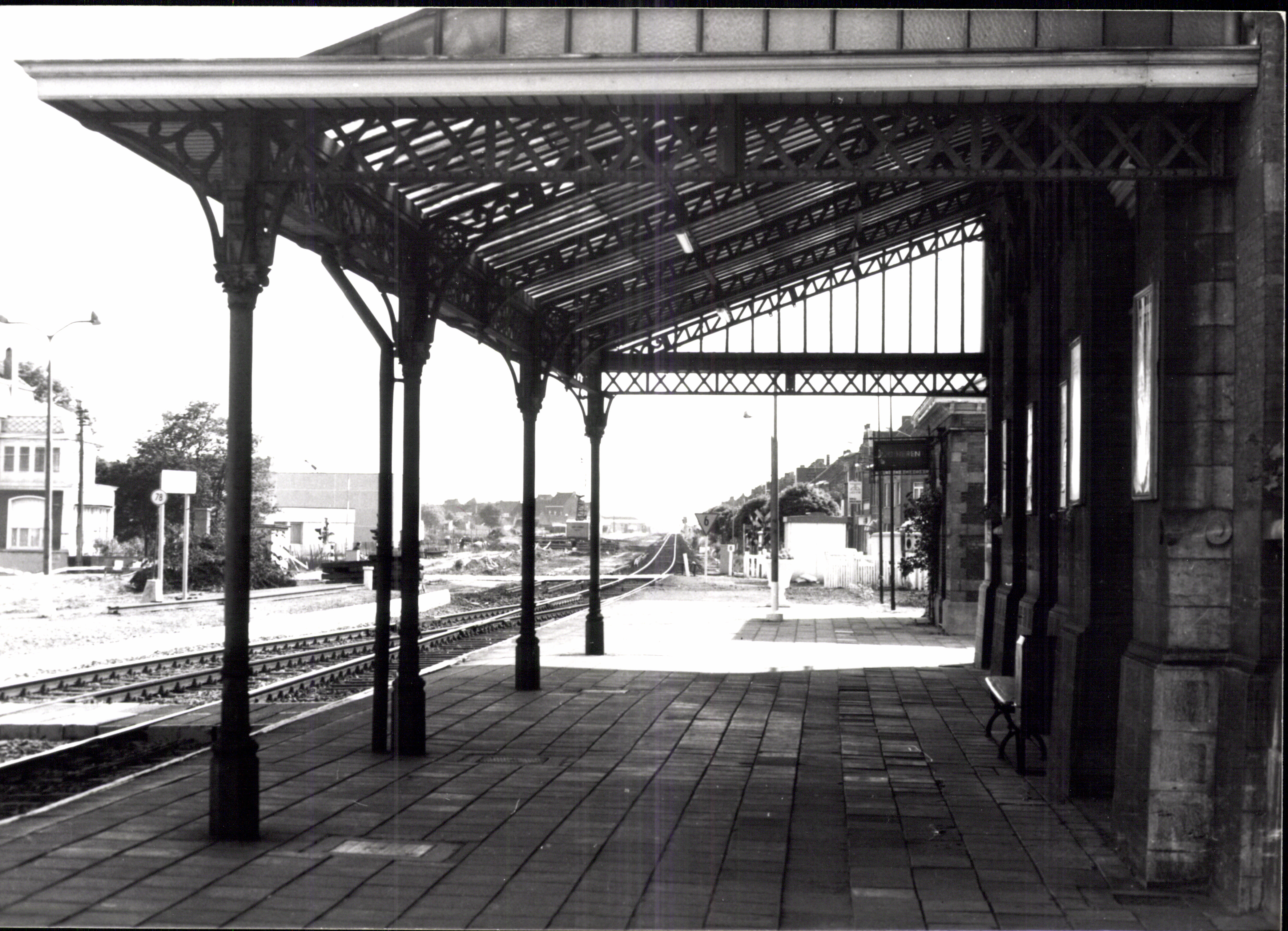
Oude perronoverkapping

Tot eind jaren 1950 was er een trein die 's morgens om 5:59 speciaal uit Harelbeke vertrok via Kortrijk met aankomst in Tourcoing om 6:27. Er was ook een mijnwerkerstrein die vertrok in Harelbeke om 19:15 met aankomst in Saint-Ghislain om 21:10. De mijnwerkers vertrokken er 's morgens en kwamen terug aan in Harelbeke om 8:42. 
In 1861 wordt de nabijgelegen voormalige woning van Louis Frans Lefevre, brouwer te Harelbeke omgevormd tot stationsgebouw. Vanaf 10 november 1862 werd ook een eerste telegraafkantoor geopend.
In 1890 maakte architect Henri Fouquet plannen voor een nieuw station in Vlaamse neo-renaissance stijl. In 1896 werd het neo-renaissance stationsgebouw in gebruik genomen. Het overleefde zowel Eerste en Tweede wereldoorlog en transformeerde stilletjesaan van een goederenstation naar een station voor het reizigersverkeer.
In 1962 werden herstellingswerken verricht, waarbij de monumentale ingangsdeur werd vervangen door een eigentijds model. De wachtzaal van de derde klasse werd heringericht tot fietsenstalling, terwijl het bureau van de stationschef als magazijn werd heringericht. Aan de voorgevel van het Stationsplein werden Japanse kerselaars geplant.
In 1976 werd de spoorweg geëleektrificeerd en verhoogd tot 6 meter. Het laatste om vijf lokale spooroverwegen af te schaffen. Het goederenstation en het sanitair gebouw werden afgebroken. Het stationsgebouw werd met afbraak bedreigd en er werd een ontwerp gemaakt voor een nieuw station. Met het oog hiervoor werd een groot deel van het interieur gedemonteerd. Vloeren en marmeren schouwen werden uitgebroken. 
In 1980 wordt het station beschermd. Hoewel de bescherming alleen geldt voor de gevels en de bedaking van het station. Dit was omdat er niet veel van het waardevolle interieur overbleef. De oorspronkelijke houten plafond van de vroegere wachtzaal bleef nog aanwezig.
In 1993 werd het gekocht door vzw Poort van de Stad, een vzw opgericht met als enig doel de restauratie van het station van Harelbeke. In 1999 werd het stationsgebouw aangekocht door de stad Harelbeke. Restauratiewerken gingen van start in 1999 en raakten voltooid in 2004.
In 2014 werd het station volledig vernieuwd. Er kwamen nieuwe verhoogde perrons (op standaardhoogte van 76 centimeter), nieuwe verlichting, nieuwe luidsprekers, nieuwe banken, naamborden en blindegeleidentegels met noppen. Ook de onderdoorgang werd vernieuwd.
In de loop van 2021 sloot het loket hier de deuren.

## Stationsgebouw
Het oude gebouw is een ontwerp van Henri Fouquet, hoofdarchitect bij de Belgische spoorwegen en was opgericht in 1896. Hij begon plannen te tekenen van een nieuw station in Vlaamse neo-renaissance stijl in 1890. Het monumentaal stationsgebouw, is een van de weinige overgebleven stations in Vlaamse neo-klassieke stijl. Het gebouw bestaat uit het eigenlijke station en de woning voor de stationschef. Deze laatste is veel soberder versierd. Het station is ontworpen volgens het toenmalige vaste patroon. Het kende oorspronkelijk een lokettenzaal met een bureau der ontvangsten, een postkantoor, een telegraafkantoor en rechts de wachtzalen van de eerste, tweede en derde klasse.
Het station was van belang voor de lokale industrie. Rond 1950 telde het drie loskoeren, een laadperron en een goederenmagazijn. Er waren nog eens 7 rangeersporen en 3  spooraansluitingen naar omliggende bedrijven (Verstraete, Schotte & Bossuyt-Dewitte). De vlasnijverheid zorgde tijdens de zomer voor veel activiteit rond het station.
In 1980 werden de gevels en de bedaking beschermd als monument. In 1987 werden er door de NMBS restauratieplannen opgemaakt onder leiding van architect K. Heyneman. Hij voorzag stationsruimte in het station zelf en polyvalente ruimtes in de woning van de chef. Tegen 1987 was de aanbesteding al klaar. Echter door besparingen gingen de werken niet door. Het gebouw werd te koop aangeboden aan particulieren en werd aangekocht in juni 1993 door vzw Poort van de Stad met de intentie om het te restaureren. Uiteindelijk in 1999 kocht het stadsbestuur van Harelbeke het aan omdat het meer subsidies zou krijgen. De restauratie die erop gericht was het station in zijn oorspronkelijke staat terug te brengen, werd in 2004 voltooid. Zo werd de torenspits, die in 1935 bij een storm was omgewaaid, weer bovenop gezet.
In 2004 werd het oude stationsgebouw een brasserie; Track 75.  Op de verdieping wordt een onthaalruimte gecreëerd zogenaamd d'Oude Statie. Kunstenaar Bert Vanwynsberghe uit Heule schilderde op de muren van de nieuwe horecazaak enkele Delvaux-achtige schilderijen, met motieven van 19e-eeuwse treinen, stations en naakte vrouwen.

## Reizigersgebouw
Bij de renovatie van het stationsgebouw in 2002 werd tevens een klein maar modern reizigersgebouw aangelegd, naar ontwerp van architecten Van Houtryve en A. Philips. Het is elke dag open. Eind 2021 is het loket niet meer bediend. Sindsdien vestigde Oxfam Wereldwinkel in het gebouw. Het bevat ook een wachtzaal en openbare toiletten.

## Spoorindeling
| spoor | spoorlijn | richting                   |
| ----- | --------- | -------------------------- |
| 1     | L 75      | Richting Gent-Sint-Pieters |
| 2     | L 75      | Richting Kortrijk          |

## Treindienst
| Serie       | Treinsoort          | Route | Bijzonderheden                                                              |
| ----------- | ------------------- | --- | --------------------------------------------------------------------------- |
| IC 12       | Intercity (NMBS)    | [ Oostende – Brugge – ] Kortrijk – Harelbeke – Gent-Sint-Pieters – Brussel-Zuid – Luik-Guillemins – Welkenraedt                         | Rijdt alleen op werkdagen. Eerste en laatste ritten van/naar Oostende.      |
| L 850       | L-trein (NMBS)      | Mechelen – Dendermonde – Gent-Sint-Pieters – Harelbeke – Kortrijk                                                                       | Rijdt alleen in het weekend.                                                |
| P 7000/8000 | Piekuurtrein (NMBS) | [ Oostende – Brugge – ] / [ De Panne – ] / [ Poperinge – Ieper – Kortrijk – Harelbeke – ] Gent-Sint-Pieters – Brussel-Zuid – Schaarbeek | Twee treinen per dag per richting. Een trein op zondagavond vanaf De Panne. |
| P 7995/8995 | Piekuurtrein (NMBS) | [ De Panne – ] / [ Kortrijk – Harelbeke – ] Gent-Sint-Pieters                                                                           | Rijdt alleen op werkdagen.                                                  |
| P 8890      | Piekuurtrein (NMBS) | Poperinge – Ieper – Kortrijk – Harelbeke – Gent-Sint-Pieters – Mechelen – Leuven – Sint-Joris-Weert                                     | Een trein op zondagavond.                                                   |

## Bereikbaarheid
Parkeren aan de Zuidstraat is kosteloos en er is een gratis fietsenstalling.

### Faciliteiten voor reizigers met beperkte mobiliteit
Faciliteiten en diensten zijn beschikbaar voor mensen met beperkte mobiliteit volgens reservatie.

### Openbaar vervoer
Buslijnen 72 en 74 hebben hun halte aan het Stationsplein
- lijn 72 (Kortrijk - Harelbeke - Deerlijk - Vichte - Anzegem)
- lijn 74 (Hulste - Bavikhove - Harelbeke - Stasegem / Kortrijk)

## Reizigerstellingen
De grafiek en tabel geven het gemiddeld aantal instappende reizigers weer op een week-, zater- en zondag.
| Tabel: aantal instappende reizigers station Harelbeke | Tabel: aantal instappende reizigers station Harelbeke | Tabel: aantal instappende reizigers station Harelbeke | Tabel: aantal instappende reizigers station Harelbeke |
|                                                       | Weekdag                                               | Zaterdag                                              | Zondag                                                |
| ----------------------------------------------------- | ----------------------------------------------------- | ----------------------------------------------------- | ----------------------------------------------------- |
| 1977                                                  | 618                                                   | 115                                                   | 167                                                   |
| 1978                                                  | 558                                                   | 101                                                   | 161                                                   |
| 1979                                                  | 687                                                   | 85                                                    | 315                                                   |
| 1980                                                  | 629                                                   | 101                                                   | 158                                                   |
| 1981                                                  | 644                                                   | 137                                                   | 212                                                   |
| 1982                                                  | 711                                                   | 130                                                   | 230                                                   |
| 1983                                                  | 785                                                   | 128                                                   | 277                                                   |
| 1984                                                  | 677                                                   | 135                                                   | 179                                                   |
| 1985                                                  | 929                                                   | 153                                                   | 286                                                   |
| 1986                                                  | 931                                                   | 146                                                   | 296                                                   |
| 1987                                                  | 881                                                   | 111                                                   | 248                                                   |
| 1988                                                  | 896                                                   | 152                                                   | 285                                                   |
| 1989                                                  | 957                                                   | 171                                                   | 218                                                   |
| 1990                                                  | 721                                                   | 208                                                   | 294                                                   |
| 1991                                                  | 936                                                   | 183                                                   | 427                                                   |
| 1992                                                  | 940                                                   | 190                                                   | 298                                                   |
| 1993                                                  | 827                                                   | 213                                                   | 304                                                   |
| 1994                                                  | 906                                                   | 224                                                   | 339                                                   |
| 1995                                                  | 855                                                   | 184                                                   | 378                                                   |
| 1996                                                  | 925                                                   | 220                                                   | 385                                                   |
| 1997                                                  | 788                                                   | 287                                                   | 260                                                   |
| 1998                                                  | 770                                                   | 216                                                   | 344                                                   |
| 1999                                                  | 746                                                   | 162                                                   | 254                                                   |
| 2000                                                  | 797                                                   | 220                                                   | 318                                                   |
| 2001                                                  | 831                                                   | 206                                                   | 338                                                   |
| 2002                                                  | 790                                                   | 202                                                   | 402                                                   |
| 2003                                                  | 824                                                   | 298                                                   | 394                                                   |
| 2004                                                  | 731                                                   | 222                                                   | 412                                                   |
| 2005                                                  | 819                                                   | 238                                                   | 396                                                   |
| 2006                                                  | 889                                                   | 294                                                   | 482                                                   |
| 2007                                                  | 918                                                   | 240                                                   | 499                                                   |
| 2008                                                  | -                                                     | -                                                     | -                                                     |
| 2009                                                  | 1 039                                                 | 271                                                   | 430                                                   |
| 2010                                                  | -                                                     | -                                                     | -                                                     |
| 2011                                                  | -                                                     | -                                                     | -                                                     |
| 2012                                                  | 1 252                                                 | 370                                                   | 579                                                   |
| 2013                                                  | 1 289                                                 | 349                                                   | 398                                                   |
| 2014                                                  | 1 278                                                 | 399                                                   | 463                                                   |
| 2015                                                  | 1 068                                                 | 213                                                   | 467                                                   |
| 2016                                                  | 1 086                                                 | 281                                                   | 386                                                   |
| 2017                                                  | 1 172                                                 | 264                                                   | 324                                                   |
| 2018                                                  | 1 084                                                 | 246                                                   | 410                                                   |
| 2019                                                  | 1 076                                                 | 402                                                   | 436                                                   |
| 2020                                                  | 675                                                   | 178                                                   | 202                                                   |
| 2021                                                  | -                                                     | -                                                     | -                                                     |
| 2022                                                  | 1 086                                                 | 495                                                   | 579                                                   |
| 2023                                                  | 1 057                                                 | 435                                                   | 499                                                   |
| 2024                                                  | 865                                                   | 234                                                   | 268                                                   |

## Galerij

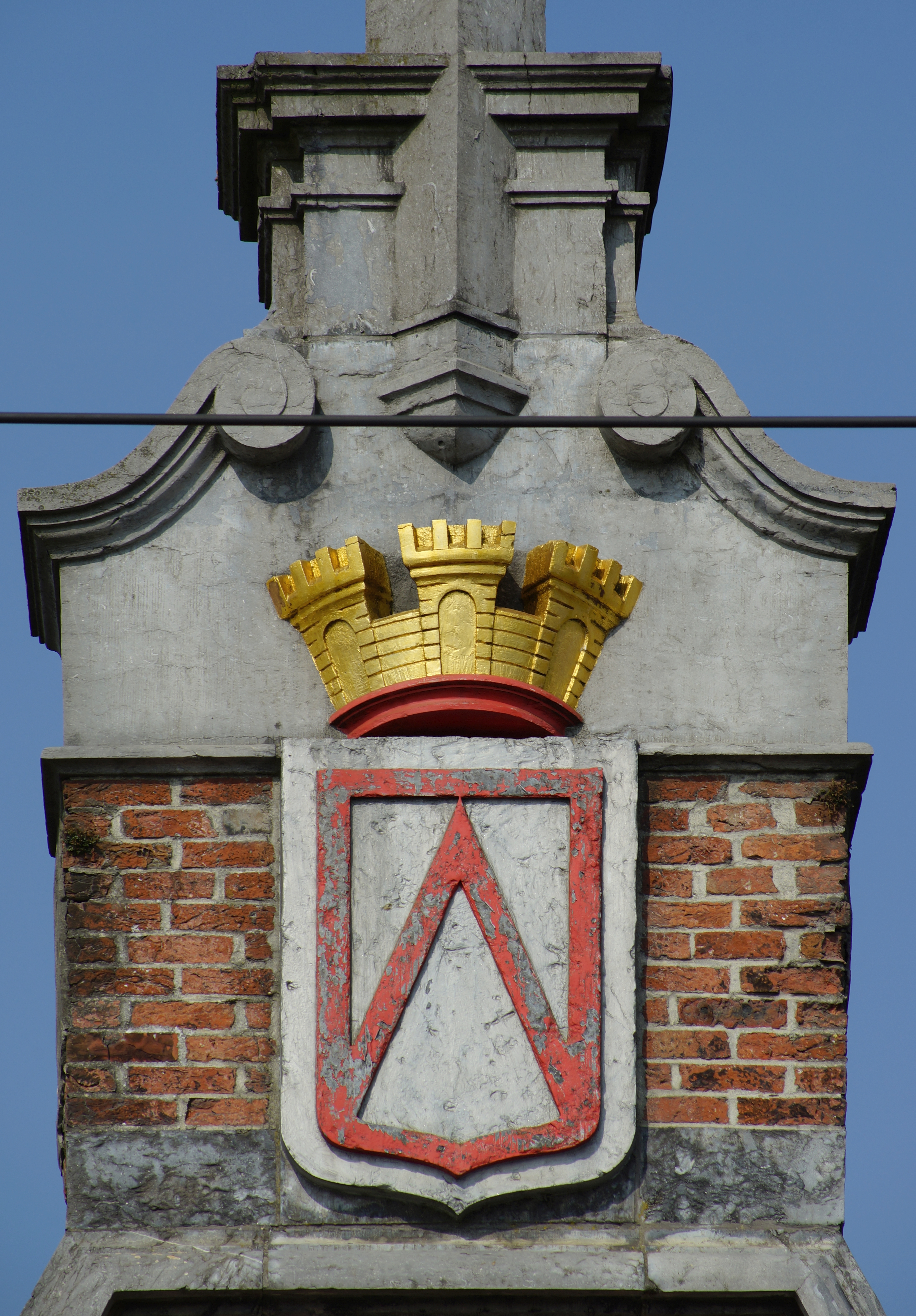
Top van de voorgevel met wapenschild van Harelbeke
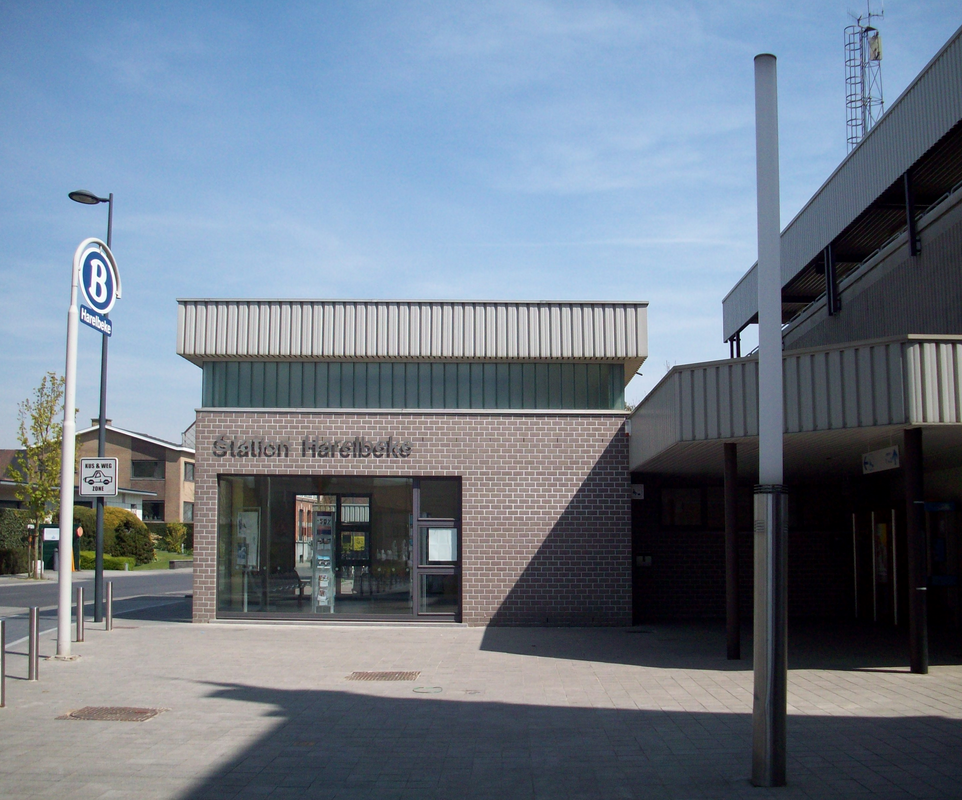
Reizigersgebouw
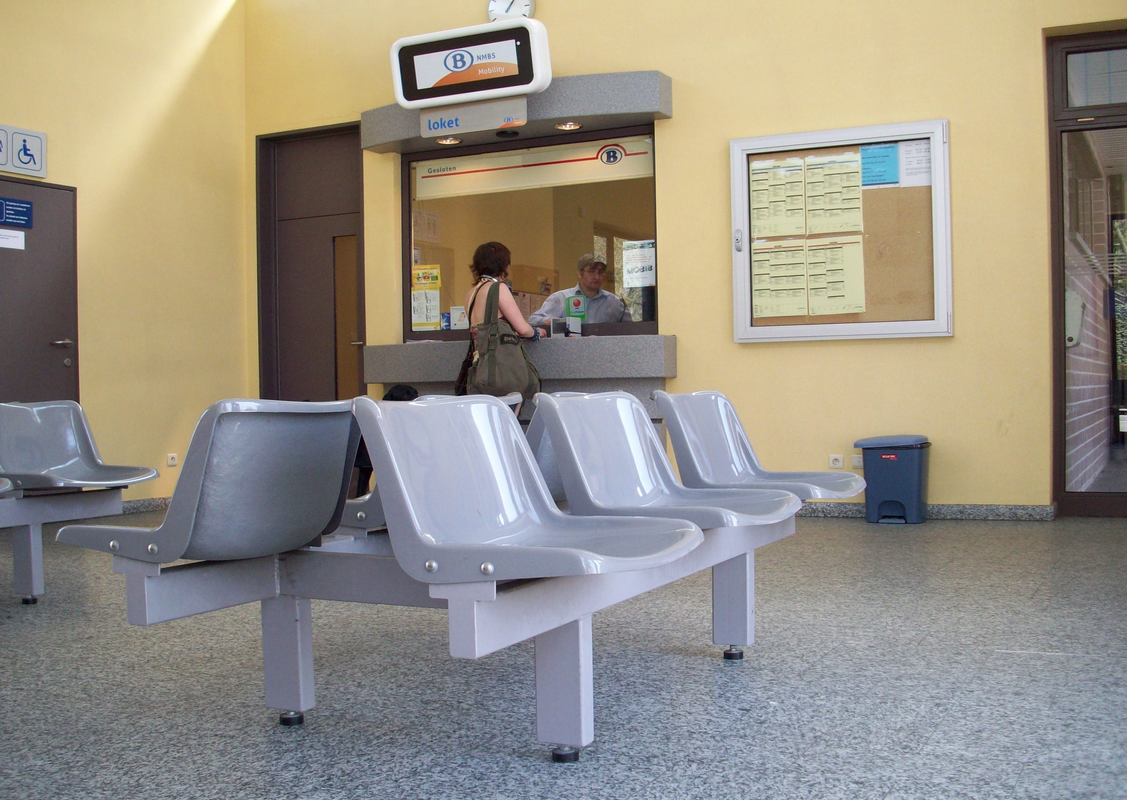
Loketbureau en wachtkamer
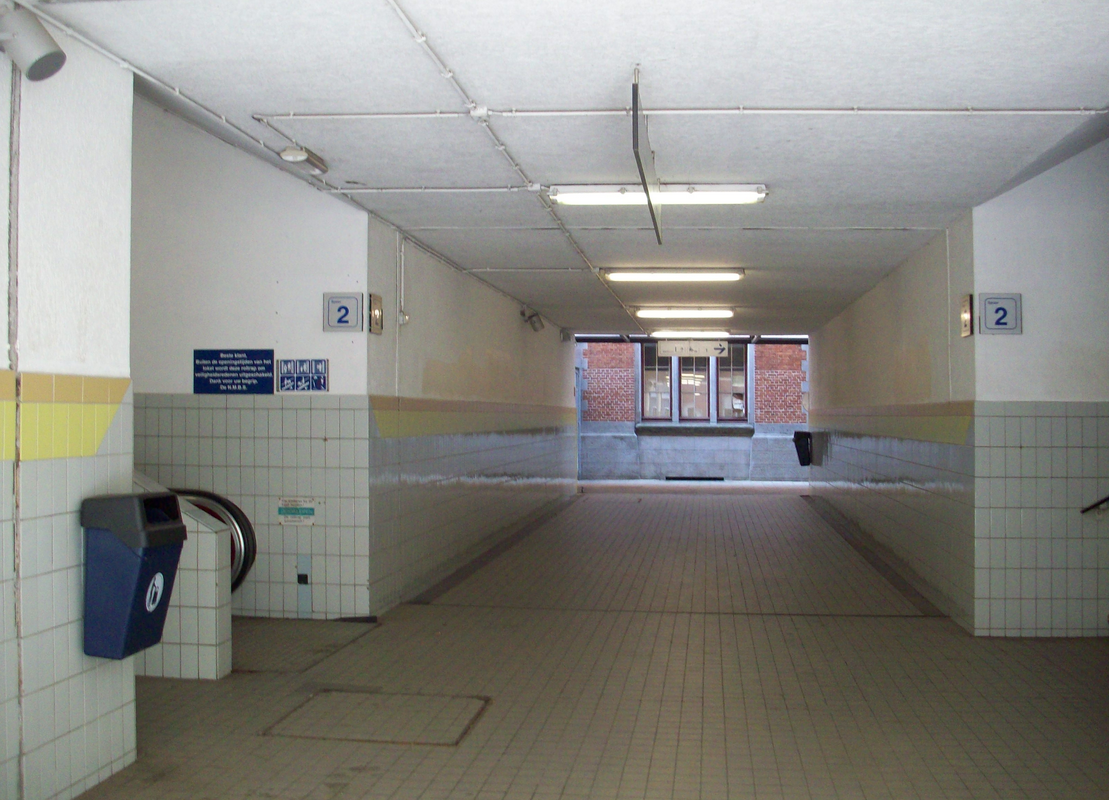
Reizigerstunnel
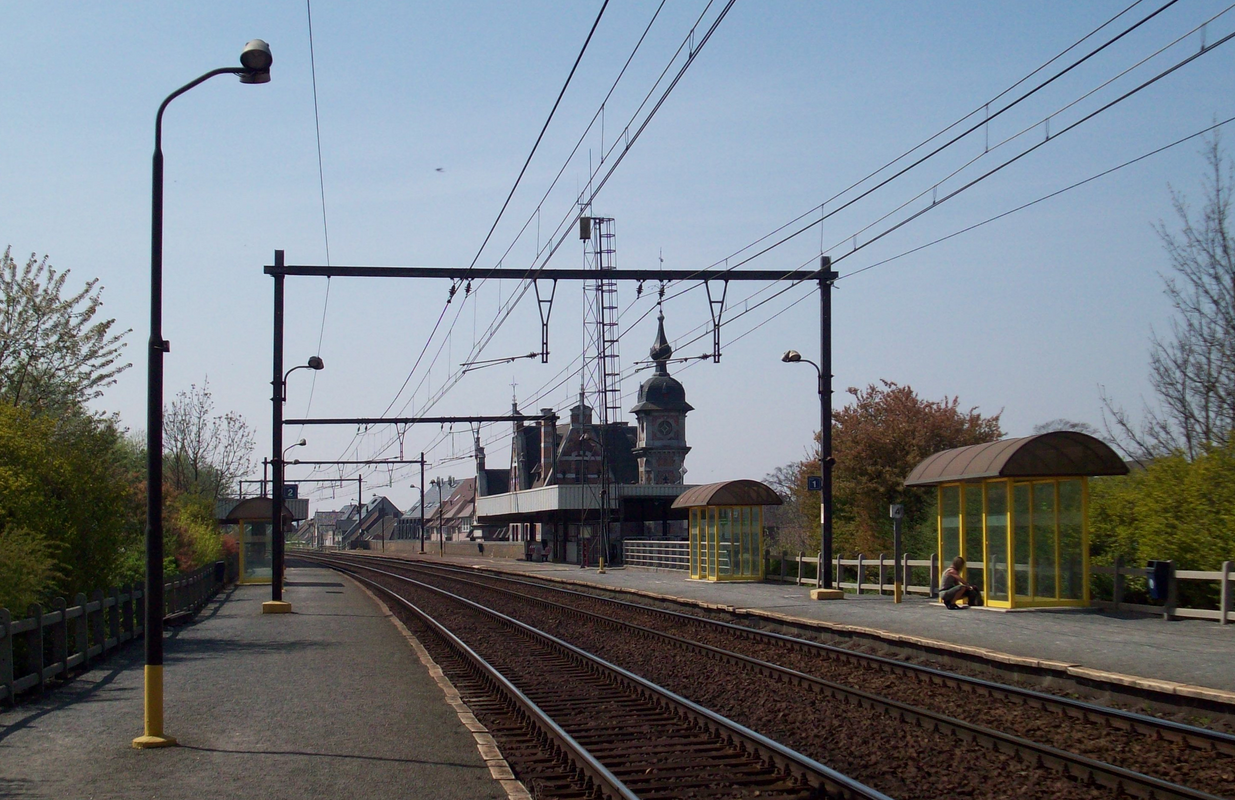
Zicht op perrons en het oude stationsgebouw
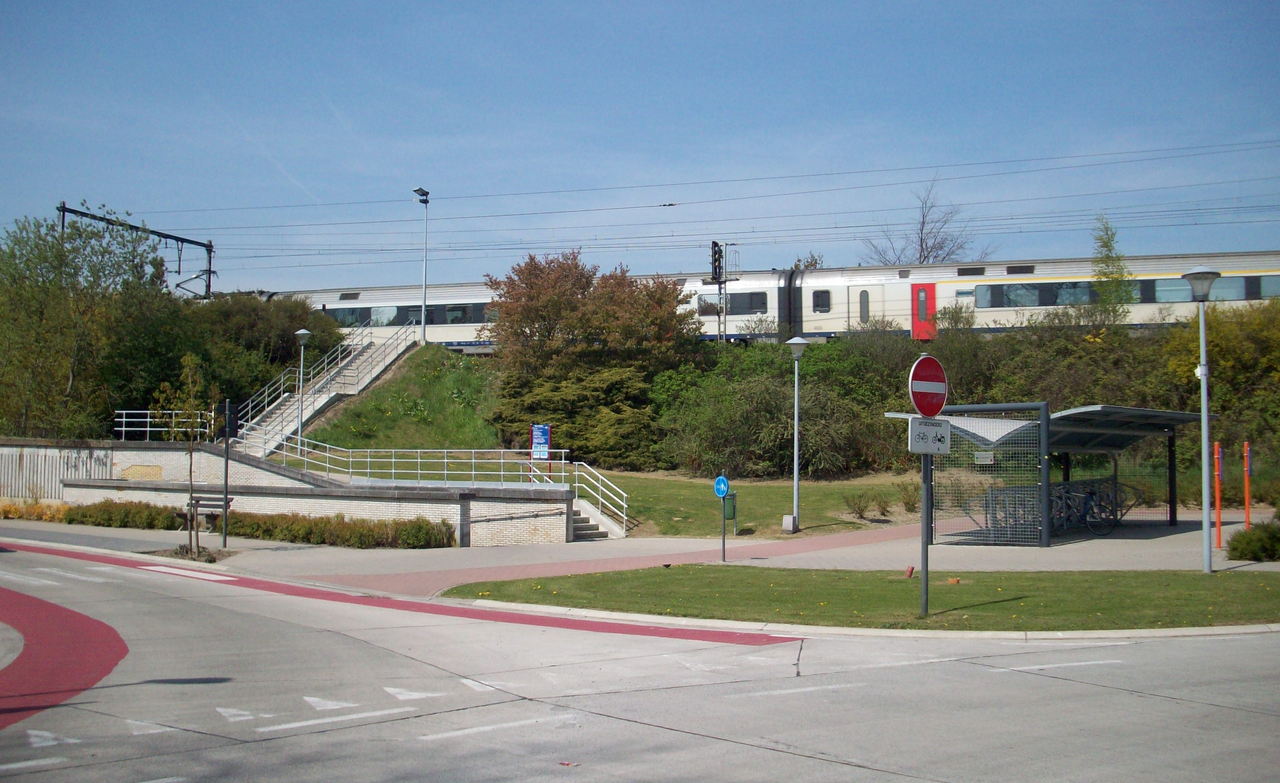
Achterzijde met fietsenstalling en doorgang

0: Gent-Sint-Pieters ·
3,7: Sint-Denijs-Westrem ·
5,0: Hemelrijk ·
6,1: De Pinte ·
9,0: Broekstraat ·
9,8: Deurle ·
12,1: Muizenhol ·
13,1: Beekstraat ·
13,8: Astene ·
15,1: Deinze ·
19,0: Machelen ·
22,0: Olsene ·
24,4: Zulte ·
27,3: Waregem ·
31,8: Desselgem ·
33,9: Beveren-Leie ·
36,1: Harelbeke ·
41,4: Kortrijk ·
42,2: Kortrijk-Vorming ·
43,9: Marke ·
46,5: Lauwe ·
49,8: Aalbeke ·
53,8: Moeskroen